# إنجيبورغ مولر
إنجيبورغ مولر (بالنرويجية البوكمول: Ingeborg Møller)‏ هي كاتِبة نرويجية، ولدت في 29 ديسمبر 1878، وتوفيت في 18 فبراير 1964.